# Берклі Піт
Берклі-Піт (англ. Berkeley Pit) — озеро, що знаходиться у великому старому мідному кар'єрі  біля міста Б'ютт, штат Монтана, США. Його довжина становить 1,6 км, ширина — 800 м, а глибина — 540 м, заповнений на глибину 270 м . 

## Загальний опис
Це озеро вважається найтоксичнішим у світі. У воді є дуже багато забруднюючих речовин, отрут, токсичних відходів, серед яких: мідь (до 187 ppm), кадмій, арсен, алюміній, залізо, марганець, цинк і так далі. Вода в озері має кислу реакцію — її водневий показник (pH) — 2,5.
Робота на родовищі почалася в 1955 році, під керуванням Atlantic Richfield Company, найбільшою нафтовидобувною компанією США. Коли рудник закрився в 1982 році, зливні насоси були прибрані, забруднені ґрунтові води почали повільно заповнювати яму. Починаючи з 1982 року, рівень води піднявся на 46 метрів (150 футів). Окрім розробки мідних покладів, у ньому велися добування срібла та золота.
Сьогодні кар'єр діаметром 2,7 кілометра та глибиною понад 500 метрів заповнений водою. Об'єм озера — близько 95 млн м ³ (25 млрд галонів), щодня він збільшується на 19 тисяч м³ . Якщо приплив ґрунтових вод збережеться на поточному рівні, то до 2020 року рівень води в озері зрівняється з рівнем ґрунтових вод, що призведе до міграції розчинених речовин у ґрунтові води та подальшого забруднення річки Кларк-Форк.
Попри те, що речовини з цього озера надзвичайно отруйні, якийсь час тому на дні озера були виявлені нові види водоростей та мікроорганізмів, які еволюціонували внаслідок боротьби за виживання. Їхня адаптація дозволяє їм дуже успішно розвиватися в такому агресивному середовищі. Вчені припускають, що дослідження таких організмів згодом допоможе знайти ефективніші ліки проти раку.

## Геологія
Гірничий район Б'ютт засновано на пізньокрейдяному батоліті, який метаморфізував навколишні породи під час Ларамійської складчастості. 
Рудоутворення відбулося через інтрузію кварцового монцонітового плутону Б'ютт. 

Видобуток сульфідних руд розпочався в окрузі в 1864 році. 
Початок розроблення розсипних родовищ — 1867 рік. 
Тоді розробляли срібні жили, поки не було виявлено мідь в 1881 році. 
Видобуток відкритим способом розпочався в 1955 році. 
Копальня головним чином видобувала мідь, а також свинець, цинк, марганець, срібло та золото. 

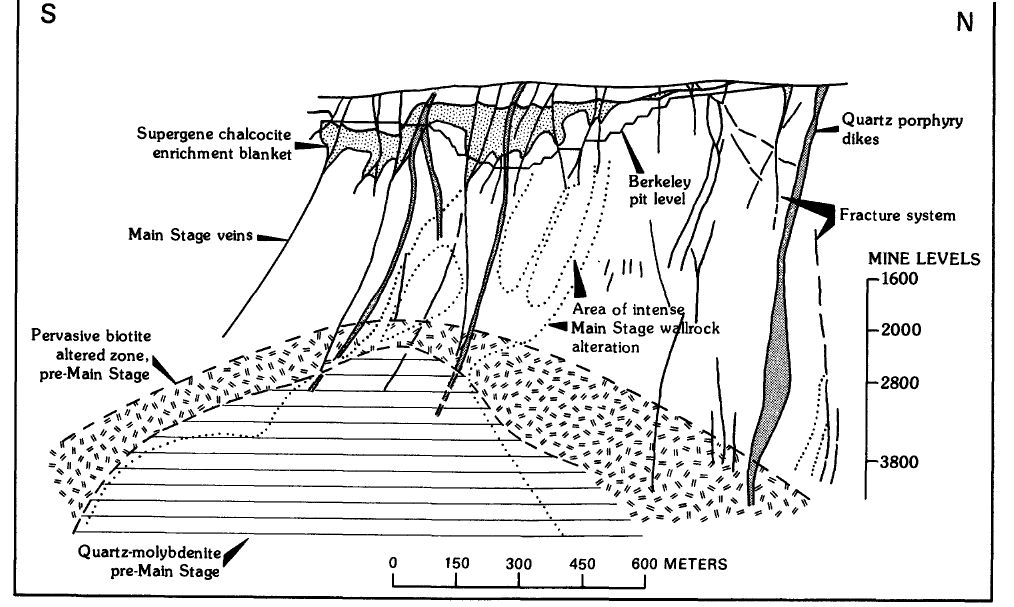
Геологічний розріз
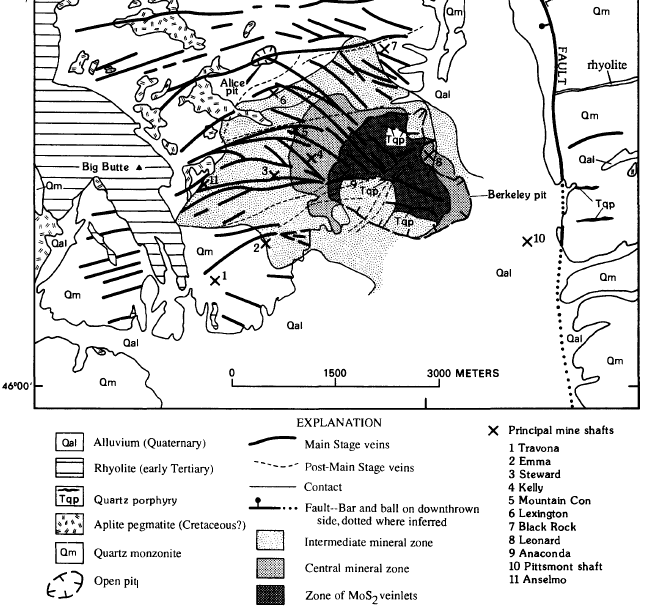
Геологічна карта району Б'ютт
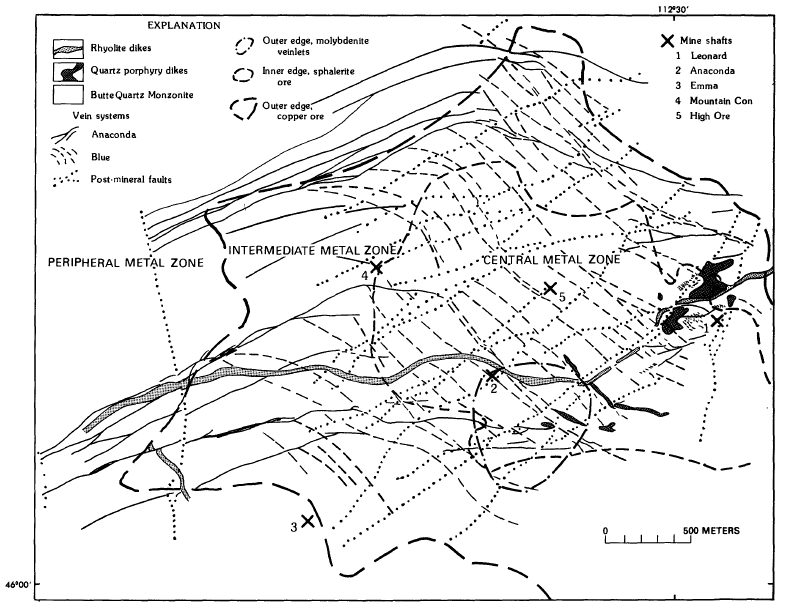
Мінеральні зони

## Цікаві факти
У 1995 році на озеро сіла зграя гусей. Всі 342 птахи загинули, потім вони були виловлені рятувальниками з води, причому гуси з білих стали коричнево-жовтогарячими. Причина загибелі птахів залишається предметом дискусій — так Atlantic Richfield Company (ARCO) стверджує, посилаючись на результати досліджень університету штату Колорадо, що озеро не є причиною загибелі гусей — у зграї були особи, хворі на аспергільоз. З іншого боку, ознаки аспергільозу були виявлені у кожного п'ятого птаха, а не у всіх — тобто основною причиною загибелі є все-таки склад води.

## Інтернет-ресурси
- Berkeley Pit Photos from the Montana Department of Environmental Quality
- PitWatch
- ISS image of Berkeley Pit (dated August 2, 2006)
- Butte, Montana toxic waste site turned tourist attraction yielding compounds that may be medically, environmentally useful
- «Casualties of Copper: The Berkeley Pit, Montana.» Sometimes Interesting. 20 November 2013
- HAER No. MT-36-D, "Butte Mineyards, Berkeley Pit, Butte, Silver Bow County, MT", 3 photos, 1 color transparency, 2 photo caption pages